# 1514 en littérature
| Années de la littérature : 1511 - 1512 - 1513 - 1514 - 1515 - 1516 - 1517    |
| Décennies de la littérature : 1480 - 1490 - 1500 - 1510 - 1520 - 1530 - 1540 |

Cet article présente les faits marquants de l'année 1514 en littérature.

## Parutions
- 15 mars : publication de Gesta Danorum de Saxo Grammaticus à Paris par l'imprimeur Josse Bade[1].

## Décès
- 7 octobre : Bernardo Rucellai, écrivain, humaniste et diplomate florentin  (né en 1448).